# Дуар

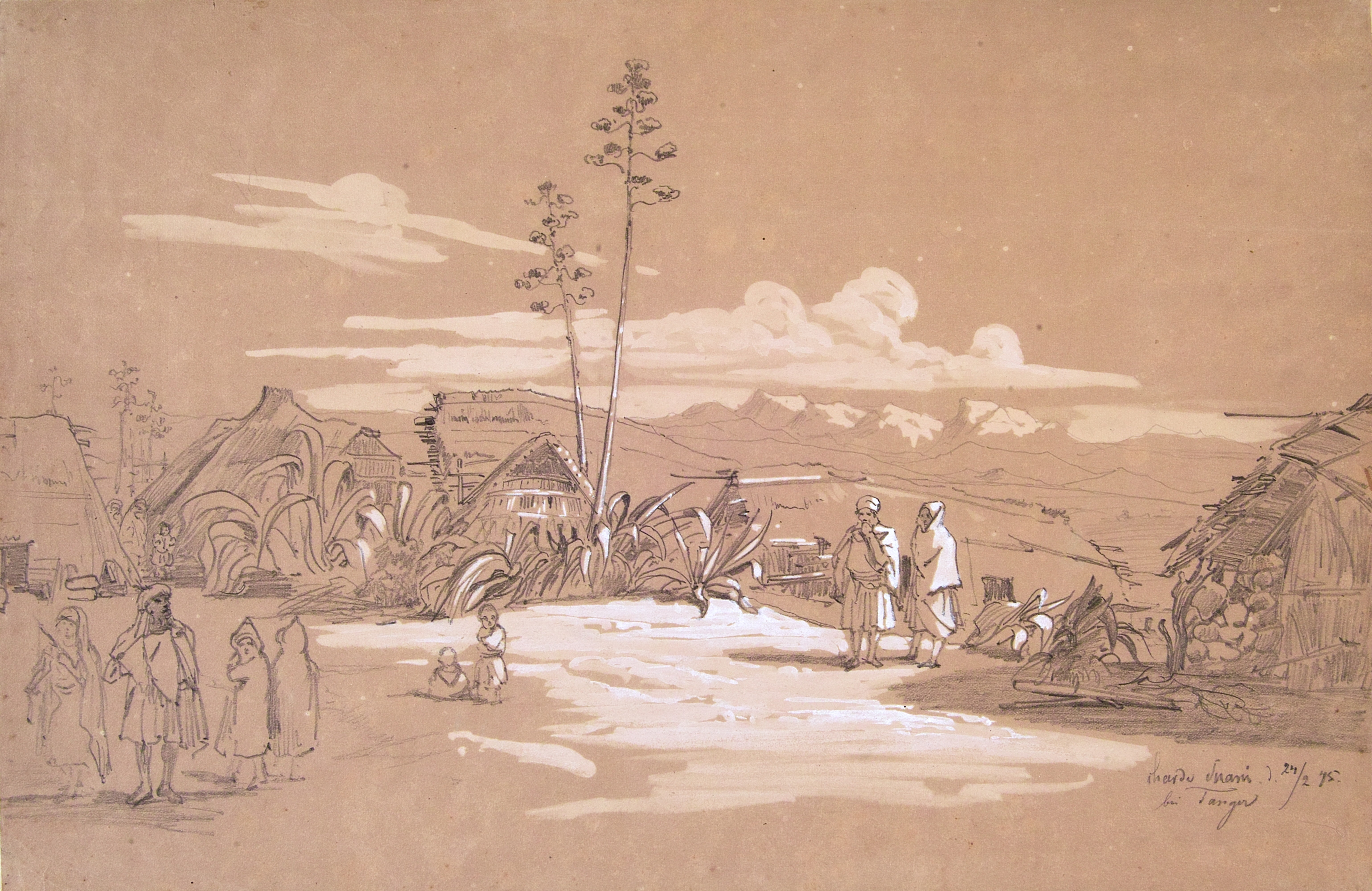
Дуар вблизи Танжера в 1845 году

Дуа́р (араб. دوار‎) — в северной Африке, особенно в странах Магриба — небольшое кочевое или постоянное сельское поселение, объединяющее группу людей, связанных узами родства. 
Изначально обозначало круг из нескольких шатров кочевников, в середину которого помещалось перегоняемое стадо. Позднее стало обозначать также небольшое постоянное поселение, состоящее из 50—400 жилищ в сельской, преимущественно равнинной, местности.
Также обозначает наименьшую административную единицу в ряде стран Северной Африки (Марокко, Французский Алжир).